# Thomas de Waal

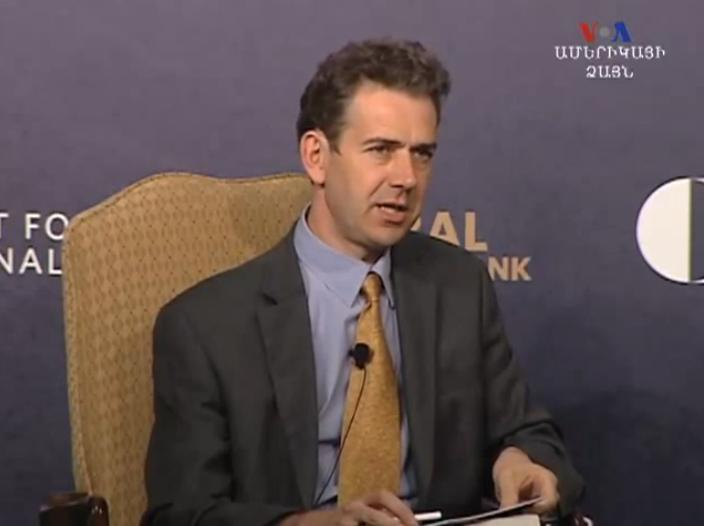
Thomas de Waal, Carnegie-Konferenz, Washington DC, 2013

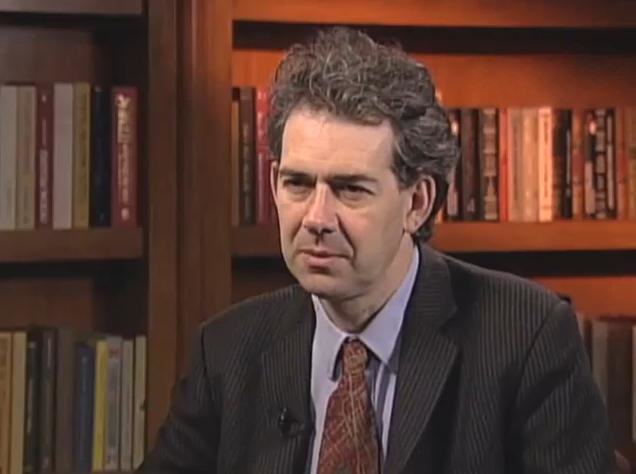
Thomas de Waal, Voice of America, 2013

Thomas Patrick Lowndes de Waal (* 7. Dezember 1966 in Nottingham, England, Vereinigtes Königreich) ist ein englischer Journalist und politischer Autor, der vor allem über Russland und die Kaukasusregion schreibt und international insbesondere durch sein Buch Black Garden von 2003 über den Bergkarabachkonflikt bekannt geworden ist.

## Biografie
Thomas de Waal wurde 1966 als Sohn des anglikanischen Priesters Victor de Waal und der Buchautorin Esther Aline geborene Lowndes-Moir in Nottingham in England geboren. Seine Großmutter Elisabeth de Waal geborene Ephrussi entstammte einer wohlhabenden ukrainisch-jüdischen Familie. Er unterstützte seinen Bruder Edmund de Waal bei der Recherche für dessen Buch zu diesem Thema The Hare with Amber Eyes (deutsch Der Hase mit den Bernsteinaugen). Er hat zwei weitere Brüder, den Anthropologen Alex de Waal und den Rechtsanwalt (Barrister) John de Waal.
Thomas de Waal schloss am Balliol College in Oxford ein Studium in den modernen Sprachen Russisch und Griechisch ab und arbeitete dann beim BBC World Service in London. Von 1993 bis 1997 war er in Moskau für die Moscow Times, The Times und The Economist tätig. Sein 1997 gemeinsam mit Carlotta Gall herausgebrachtes Buch Chechnya: Calamity in the Caucasus wurde mit dem Cameron Award for Outstanding Reporting ausgezeichnet.
2003 erschien in New York City seine Monographie Black Garden – Armenia and Azerbaijan Through Peace and War über den Bergkarabachkonflikt, die international Beachtung fand und bald darauf ins Armenische, Aserbaidschanische und Russische übersetzt wurde. Bis Dezember 2008 war er Redakteur für Themen des Kaukasus am Institute for War and Peace Reporting (IWPR) in London und danach wissenschaftlicher Mitarbeiter bei der Nichtregierungsorganisation Conciliation Resources. Von 2010 bis 2015 arbeitete de Waal in Washington, D.C. als leitender Mitarbeiter im Programm für Russland und Eurasien am Carnegie Endowment for International Peace, wo er vorrangig für die südliche Kaukasusregion zuständig war. Danach wechselte er nach Brüssel, um hier als leitender Mitarbeiter (senior fellow) bei Carnegie Europe für die Themen Osteuropa und Kaukasusregion tätig zu sein.
2006 wurde de Waal vom Außenministerium der Russischen Föderation die Einreise nach Russland verweigert, wo er in Moskau an der Vorstellung der russischen Übersetzung seines Buches Black Garden über den Bergkarabachkonflikt teilnehmen wollte, was mit dem Ziel begründet wurde, „die Staatssicherheit zu gewährleisten“. De Waal bringt diese Ablehnung einer Einreisegenehmigung mit seinen Reportagen über den Zweiten Tschetschenienkrieg zusammen.

## Veröffentlichungen
- Mit Carlotta Gall: Chechnya: Calamity in the Caucasus. New York University Press, New York 1999. ISBN 0-8147-3132-5
- Black Garden: Armenia and Azerbaijan Through Peace and War. New York University Press, New York 2003. ISBN 0814719449
- Chechnya: The Breaking Pont. In: Richard Sakwa (Hrsg.): Chechnya: From Past to Future. Anthem Press, London / New York 2005, S. 181–198.
- The Caucasus: An Introduction. Oxford University Press, Oxford 2010. ISBN 978-0195399769
- Great Catastrophe: Armenians and Turks in the Shadow of Genocide. Oxford University Press, Oxford 2015. ISBN 978-0199350698